# Boesenbergia aurantiaca
Boesenbergia aurantiaca är en enhjärtbladig växtart som beskrevs av Rosemary Margaret Smith. Boesenbergia aurantiaca ingår i släktet Boesenbergia och familjen Zingiberaceae. Inga underarter finns listade i Catalogue of Life.